# 斯特凡诺·索蒂莱
斯特凡诺·索蒂莱（義大利語：Stefano Sottile，1998年1月26日—）生于博尔戈塞西亚，是一名意大利男子田径运动员，主攻跳高。他的哥哥同样是一名田径选手，他也正是受到哥哥的影响开始练习田径，起初他尝试过所有的分项，唯独最害怕跳高，但有一天，他在跳高上取得明显进步，他便决定主攻跳高。斯特凡诺2017年开始移居至都灵，并在大学时取得机械工程学的学位。